# Šport u 1900.
◄◄ | ◄ | 1897. | 1898. | 1899. | 1900.  | 1901. | 1902. | 1903. | ► | ►►
Arhitektura • Astronomija • Biologija • Film • Fotografija • Glazba • Kazalište • Kemija • Kiparstvo • Knjige • Književnost • Kršćanstvo • Meteorologija • Medicina • Planinarstvo • Politika • Pravo • Promet • Slikarstvo • Strip • Šport • Televizija • Znanost • Zrakoplovstvo • Željeznički promet
Šport u 1900.

## Svijet

### Natjecanja

#### Svjetska natjecanja
- 14. svibnja do 28. listopada – II. Olimpijske igre – Pariz 1900.

### Osnivanja
- AFC Ajax, nizozemski nogometni klub
- N.E.C. Nijmegen, nizozemski nogometni klub
- 1. FC Kaiserslautern, njemački nogometni klub
- FC Bayern München, njemački nogometni klub
- Borussia Mönchengladbach, njemački nogometni klub
- RCD Espanyol, španjolski nogometni klub
- Palermo FC, talijanski nogometni klub
- S.S. Lazio, talijanski nogometni klub

## Hrvatska i u Hrvata

### Rođenja
- 22. travnja – Đuro Gašpar, hrvatski atletičar († 1981.)

## Vanjske poveznice
|  | Zajednički poslužitelj ima još gradiva o temi Šport u 1900. |